# Moosburg (Baden-Württemberg)
Moosburg är den minsta kommunen i Landkreis Biberach i det tyska förbundslandet Baden-Württemberg. Folkmängden uppgår till cirka 220 invånare, på en yta av 1,86 kvadratkilometer.
Kommunen ingår i kommunalförbundet Bad Buchau tillsammans med staden Bad Buchau och kommunerna Alleshausen, Allmannsweiler, Betzenweiler, Dürnau, Kanzach, Oggelshausen, Seekirch och Tiefenbach.

## Befolkningsutveckling
| Befolkningsutvecklingen i Moosburg 1975–2015 | Befolkningsutvecklingen i Moosburg 1975–2015 | Befolkningsutvecklingen i Moosburg 1975–2015 | Befolkningsutvecklingen i Moosburg 1975–2015 | Befolkningsutvecklingen i Moosburg 1975–2015 |
| -------------------------------------------- | -------------------------------------------- | -------------------------------------------- | -------------------------------------------- | -------------------------------------------- |
|                                              |                                              |                                              |                                              |                                              |
| År                                           |                                              |                                              | Folkmängd                                    | Areal (ha)                                   |
| 1975                                         | 1975                                         |                                              | 180                                          | 185                                          |
| 1980                                         | 1980                                         |                                              | 170                                          | 186                                          |
| 1985                                         | 1985                                         |                                              | 152                                          |                                              |
| 1990                                         | 1990                                         |                                              | 205                                          |                                              |
| 1995                                         | 1995                                         |                                              | 190                                          |                                              |
| 2000                                         | 2000                                         |                                              | 201                                          |                                              |
| 2005                                         | 2005                                         |                                              | 190                                          |                                              |
| 2010                                         | 2010                                         |                                              | 173                                          |                                              |
| 2015                                         | 2015                                         |                                              | 217                                          |                                              |
|                                              |                                              |                                              |                                              |                                              |